# Śmiłów (województwo mazowieckie)
Śmiłów – wieś w Polsce położona w województwie mazowieckim, w powiecie szydłowieckim, w gminie Jastrząb. Ma status sołectwa. W Śmiłowie istnieje kilka zakładów kamieniarskich. 
Był wsią biskupstwa krakowskiego w województwie sandomierskim w ostatniej ćwierci XVI wieku. W latach 1975–1998 miejscowość położona była w województwie radomskim.
Wierni Kościoła rzymskokatolickiego należą do parafii św. Jana Chrzciciela w Jastrzębiu.

## Historia
Wieś Śmiłów jest znana z przekazów historycznych z XV w. – u Długosza w Liber beneficiorum, tom II str. 488.
W wieku XIX wieś włościańska nad rzeką Śmiłówką, w  powiecie  radomskim, gminie Rogów, parafii Jastrząb, odległa od Radomia o 26 wiorst, od Jastrzębia (stacja drogi żelaznej) o 3 wiorsty. Na terenie Śmiłowa znajdowały się łomy piaskowca, młyn wodny, urząd gminny. W 1827 r. według spisu było 8 domów., 44 mieszkańców. W roku 1885 było tu 78 domów., 519 mieszkańców, 1311 mórg ziemi.
Wieś Śmiłów, w parafii Jastrząb była własnością biskupów krakowskich, miała 6 łanów kmiecych, młyn z rolą, własność wójta w Jastrzębiu, z których dziesięcinę snopową i konopną, wartości 5 grzyw., płacono plebanowi w Jastrzębiu. Pleban w Jastrzębiu pobierał stąd kolędę i grosz świętego Piotra (Długosz, L. B., II, 488). Według rejestru poborowego powiatu radomskiego z roku 1569 wieś Śmiłów, należąca do klucza iłżeckiego, biskupa krakowskiego, miała 2 łany.
Kuźnica istniała w Śmiłowie w XVI w., zwano ją Ruda Smiłowska alias Orzeł. Według rejestru poborowego z 1569 r. płacono od 2 kół i 5 tow. (Pawiński, Kodeks Małopolski, 322, 324). Kajetan Sołtyk, biskup krakowski, w przywileju z dnia 23 marca 1765 r., danym w Kielcach dla probostwa Jastrząb, mówi „o naszem sołtystwie Kuźnia Smilowska".